# Marktsteft
Marktsteft település Németországban, azon belül Bajorországban. Lakosainak száma 1920 fő (2023. december 31.).

## Népesség
A település népessége az elmúlt években az alábbi módon változott:
| Lakosok száma | 1131 | 1390 | 1272 | 1623 | 1849 | 1924 | 1978 | 1969 | 1962 | 1920 |
|               | 1875 | 1950 | 1975 | 1987 | 2012 | 2014 | 2016 | 2017 | 2021 | 2023 |